# Pałac w Kraskowie
Pałac w Kraskowie (niem. Schloss Kratzkau) –  zabytkowy pałac w Kraskowie – wsi w Polsce, w województwie dolnośląskim, w powiecie świdnickim, w gminie Marcinowice.

## Historia
Pałac w Kraskowie został  wybudowany w 1746 przez grafa Davida Sigismunda von Zedlitz und Leipe; pierwotnie istniał tu zamek wodny, który uległ zniszczeniu podczas wojny trzydziestoletniej, mającej miejsce w l. 1618–1648; później na jego miejscu postawiono nowy pałac. Pod koniec XVII wieku właścicielką wsi i pałacu była Anna Elizabeth von Zeidlitz, która wniosła je w 1699 r. w posagu do małżeństwa z hrabią Heinrichem III von Hochberg z Roztoki – Rohnstock. Około 1732 r., kiedy von Hochbergowie zdecydowali się sprzedać Krasków Hansowi Albrechtowi baronowi von Zedlitz und Leipe, pałac został zniszczony przez pożar. Syn Hansa Albrechta, David Sigismund von Zedlitz und Leipe zlecił projekt odbudowy pałacu Fischerowi von Erlach. Powstał nowy obiekt w stylu barokowym, zasypano fosy, na miejscu dawnych wałów i umocnień założono ogrody różane; prace zakończyły się w 1746 r. W 1847 roku Wilhelm zmarł bezpotomnie. Wdowa po nim, hrabina Charlotte Friederike von Zedlitz und Leipe z domu von Panczewski 7 marca 1848 r. w zamian za wypłacanie dożywotniej renty majątek ten, wraz z czterema jeszcze innymi dobrami rycerskimi, przekazała swemu siostrzeńcowi Georgowi Gustavowi Rudolfowi von Salisch. Ród Salischów pozostawał właścicielem pałacu przez następne blisko sto lat, do końca II wojny światowej.
Pałac, uszkodzony podczas działań wojennych, przez następne lata – we władaniu PRL – ulegał postępującej dewastacji. Po przekształceniach ustrojowych w Polsce wykupił go w 1992 austriacki antykwariusz, który pałac odbudował i urządził w nim luksusowy hotel. W zabudowaniach służebnych pałacu, przy bramie wjazdowej, mieści się dwujęzyczne polsko-niemieckie przedszkole. Obiekt jest częścią zespołu pałacowego, w skład którego wchodzą jeszcze: park przypałacowy (powstały dzięki Wilhelmowi Sigismundowi, wnukowi Davida Sigismunda von Zedlitz und Leipe, który w 1847 r. zlecił zaprojektowanie parku światowej sławy projektantowi ogrodów Peterowi Lenné); aleja z XIX w.; oficyna z 1746 r.; stajnia z wozownią z początku XIX w.

## Opis
Piętrowy pałac wybudowany na planie prostokąta, kryty czterospadowym dach mansardowym z lukarnami. Od frontu centralnie umieszczone główne wejście z ozdobnym portalem zwieńczonym kartuszem podtrzymywanym po bokach przed dwa aniołki z sentencją w j. łac. Deo Familiae Posterisque Sacratum Hoc extruxit Aedificium David Sigmundus Comes a Zedlitz ad 1746 d 18 Octobris (Bogu rodziny i potomności zbudował ten budynek Dawid Zygmunt hrabia Zedlitz 18 października 1746). Nad wejściem wsparty przez kariatydy balkon z kamienną balustradą z rzeźbami postaci na postumentach. Nad oknem pierwszego piętra również kartusz podtrzymywany przez anioły zawierający herb rodziny von Zedlitz.

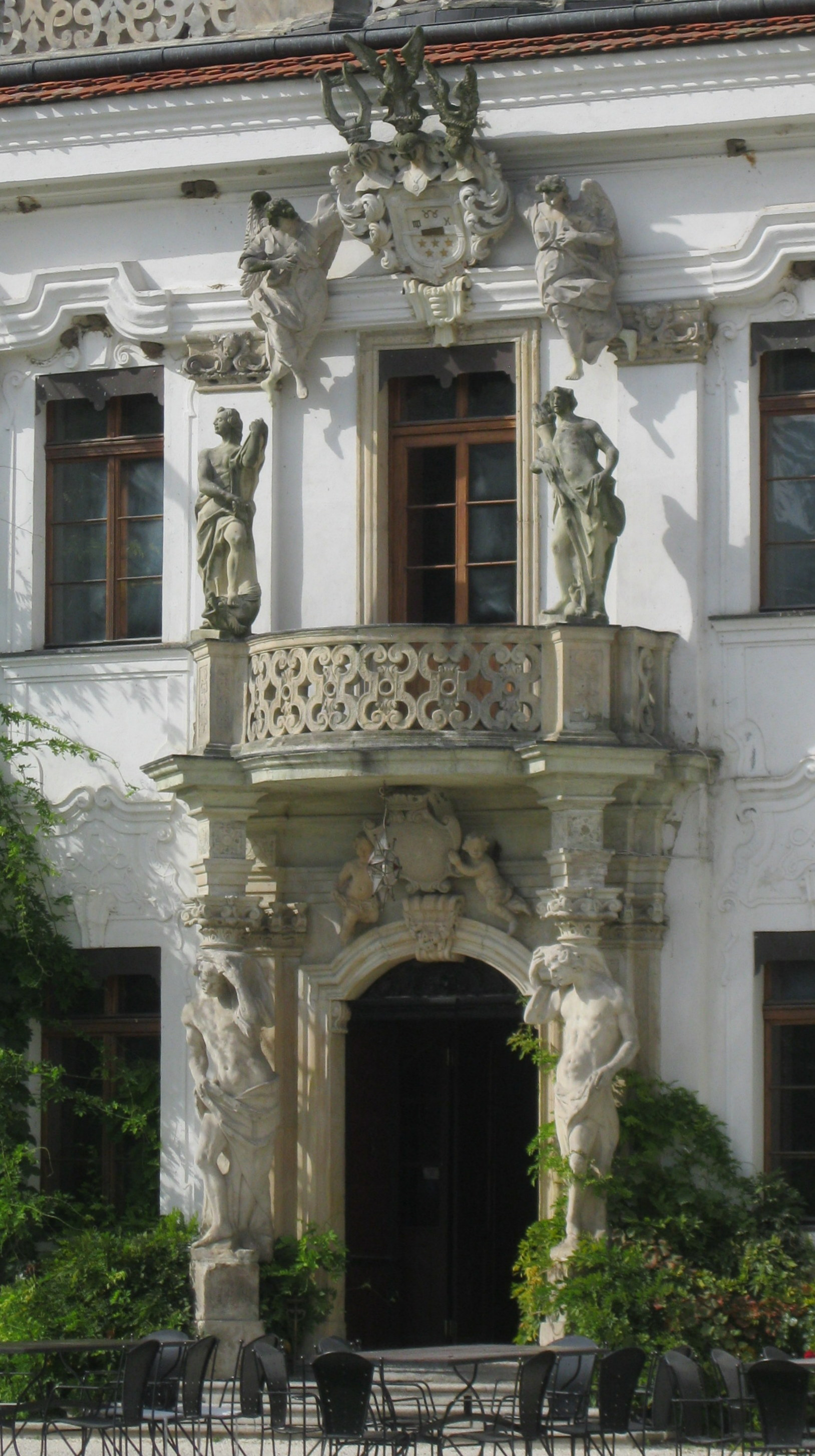
Front z herbem
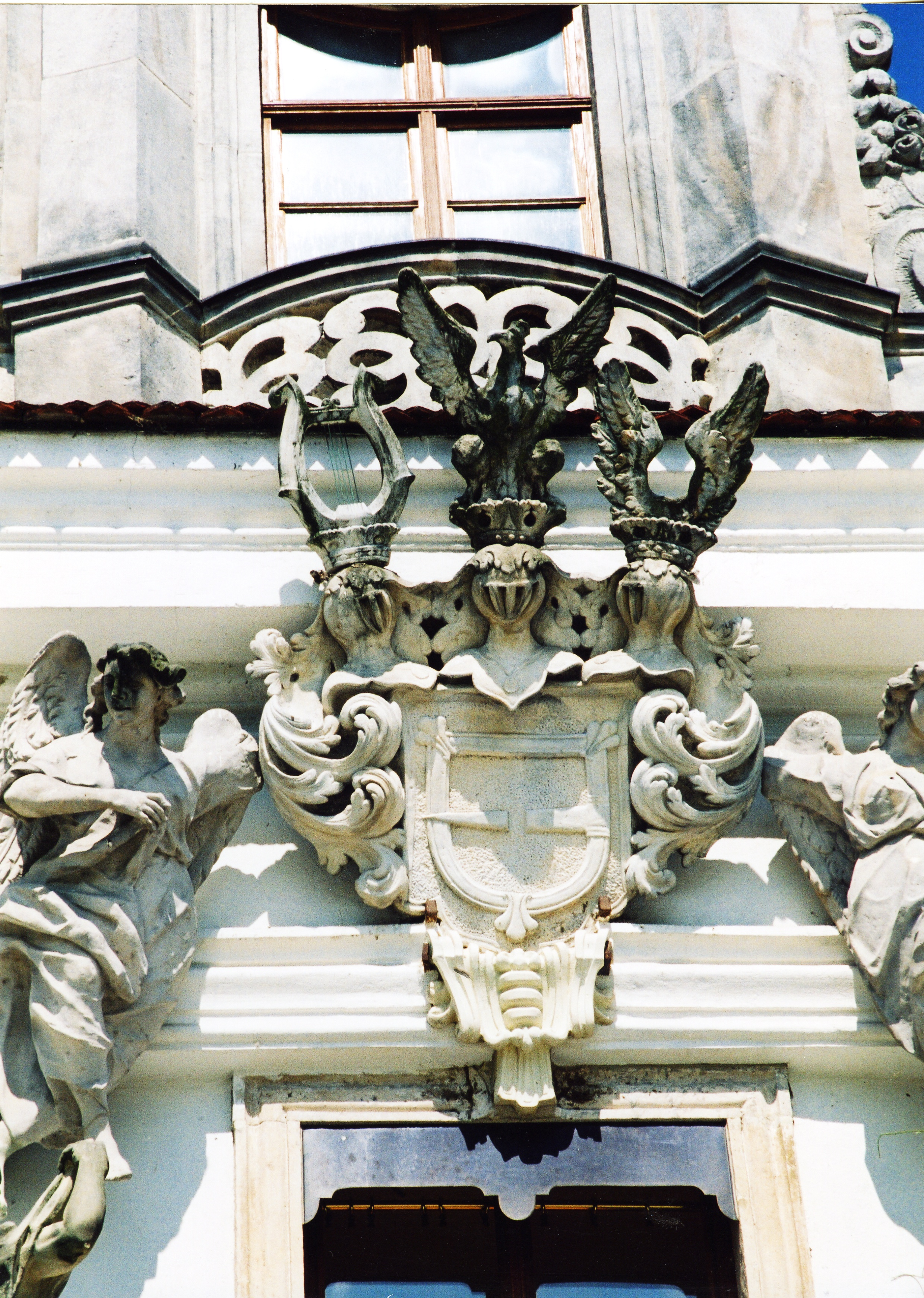
Herb  von Zedlitz
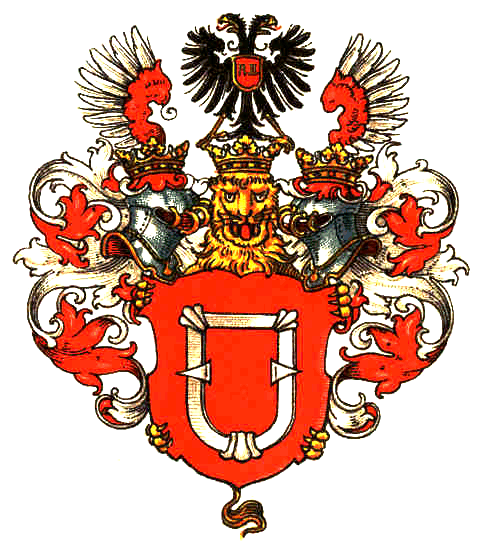
Herb  von Zedlitz